# Onyx (Eindhoven)
Onyx is een woontoren in Eindhoven in het Emmasingelkwadrant en is onderdeel van de herontwikkeling van dat kwadrant. De toren ligt in de lijn van voormalige Philips-complexen en Landgoed De Wielewaal en accentueert deze met zijn lichtgevende "kroon".
Het complex is hoofdzakelijk gericht op kortetermijnhuurders die in Eindhoven werken. Het gebouw heeft een art-decostijl met o.a. de glas-in-lood-entrée en de typerende kroon van het gebouw.
De Admirant · BunkerToren · Eurostaete · Kennedytoren · Lichthoven (The Social Hub) · Lighthouse · Onyx · Porthos · De Regent · Trudo Toren · Vestedatoren